# Alpes de Silvretta
 Los Alpes de Silvretta son una cadena montañosa de los Alpes centrales del este compartidos por Tirol, Vorarlberg (ambos en Austria) y Graubünden (Suiza). Los estados austriacos de Tirol y Vorarlberg están conectados por una carretera de montaña (Silvretta Hochalpenstraße a 2032 m). La mayoría de los picos se elevan por encima de los tres mil metros y están rodeados de glaciares. Así, la zona también es conocida como la "Silvretta Azul". 

## Límites
Según los Clubes Alpinos, los Alpes de Silvretta están delimitados de otros grupos por las siguientes fronteras: St. Gallenkirch - Río Ill hasta Partenen - Zeinisjoch - Zeinisbach - Paznauntal hasta Ischgl - Fimbertal - Fimber Pass - Val Chöglias - Val Sinestra - Río Eno desde la desembocadura del Branclabach hasta la desembocadura del Susasca - Val Susasca - Paso Flüela - Davos - Wolfgang - Laretbach - Klosters - Schlappinbach - Schlappiner Joch - Valzifensbach - Gargellental - St. Gallenkirch. 
Los Alpes de Silvretta están rodeados por las cadenas Rätikon, Verwall y Samnaun. 
El Piz Buin no es el más alto, sino el pico más popular de la cadena. Puede ascenderse con relativa facilidad desde el norte o el sur a través de glaciares y tramos de fácil escalada. 
El Silvretta es famoso por la práctica del esquí, especialmente por sus numerosas posibilidades de esquí de travesía. En la década de 1920, Ernest Hemingway se alojó en la región durante un invierno (vivía en Schruns en Montafon, Austria). Más tarde escribió un par de cuentos sobre sus experiencias de esquí en la Silvretta. Algunos de estos cuentos se encuentran en una fiesta móvil.

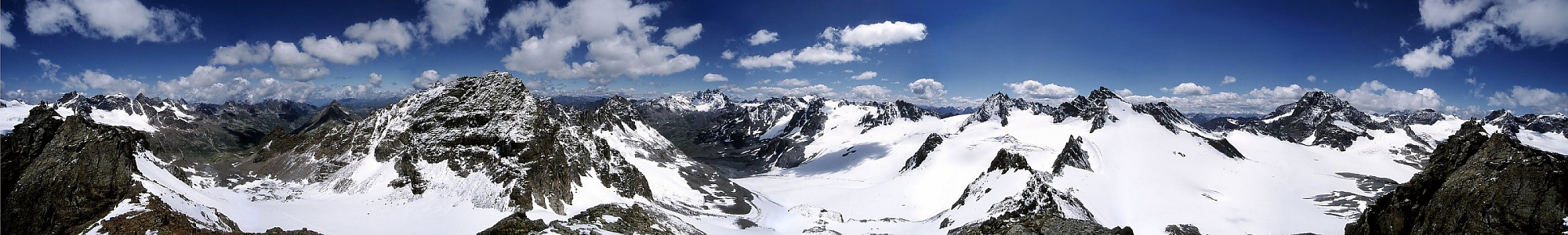
Silvretta - Vista panorámica 360 °

## Valles adyacentes
- Montafon
- Paznaun
- Engadin

## Picos

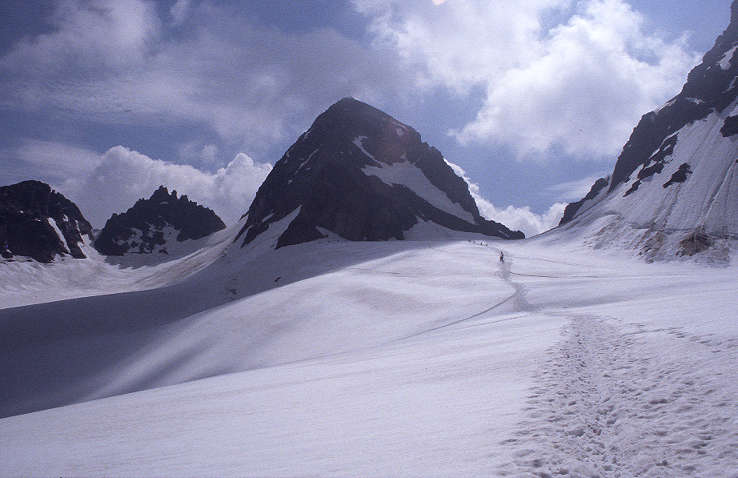
Piz Buin

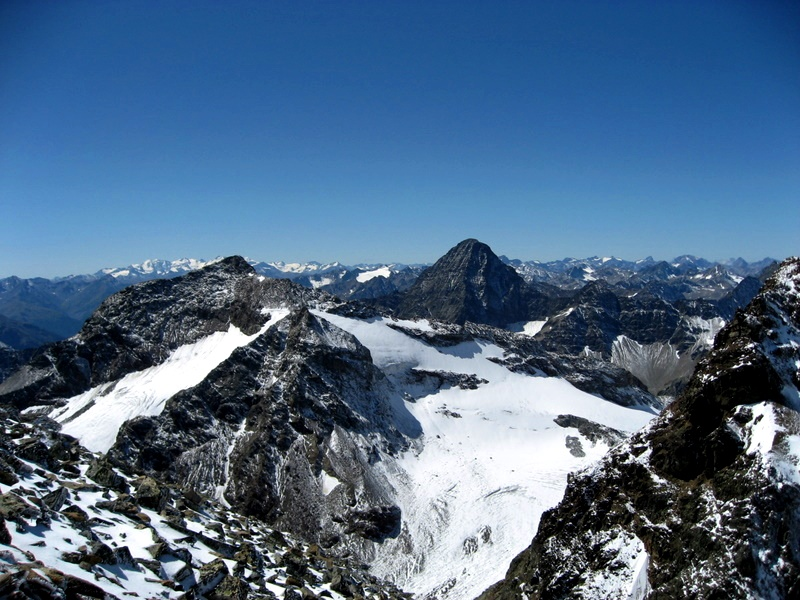
Piz Fliana y Piz Linard desde el Piz Buin

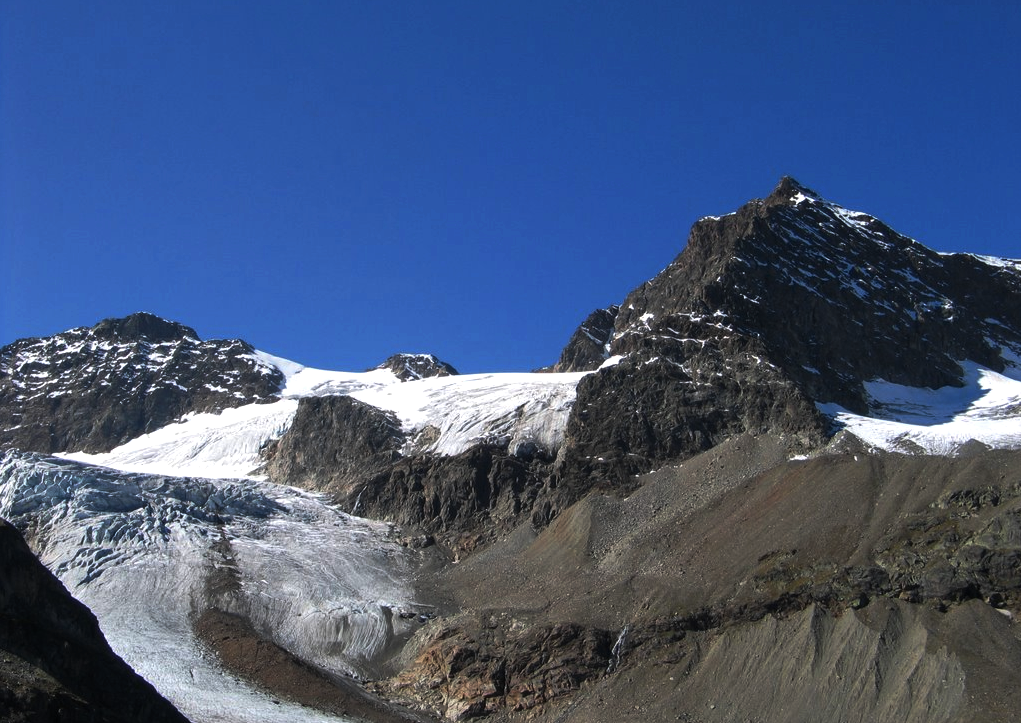
Piz Buin desde el este

| - Piz Linard 3,411 m - Fluchthorn 3,399 m - Piz Buin 3,312 m - Verstanclahorn 3,301 m - Piz Fliana 3,284 m - Silvrettahorn 3,244 m - Augstenberg 3,228 m - Plattenhörner 3,221 m | - Dreiländerspitze 3,212 m - Piz Tasna 3,183 m - Gran Seehorn 3,123 m - Gran Litzner 3,111 m - Flüela Wisshorn 3,088 m - Piz Minschun 3,072 m - Piz Murtera 3044 m - Piz Davo Lais 3027 m | - Piz da las Clavigliadas 2983 m - Pischahorn 2,982 m - Hohes Rad 2,912 m - Roggenhorn 2891 m - Rotbüelspitz 2,852 m - Chessler 2,836 m - Hochmaderer 2,823 m - Vallüla 2,813 m |

## Refugios de montaña
| - Berghaus-Verein, privado - Bodenalpenhaus, privado - Chamanna Dal Linard, Club Alpino Suizo (SAC) - Refugio de Fergen, SAC - Refugio de Heidelbergert, Club Alpino Alemán (DAV), Sección Heidelberg - Refugio de Jamtal DAV, Sección Schwaben - Refugio de Klostertaler Umwelt, DAV | - Madlenerhaus, DAV Sección Wiesbaden - Refugio de Saarbrücken, DAV, Alpenverein u. Skiclub Silvretta - Refugio de Seetal, SAC - Refugio Silvretta, SAC - Refugio Tuoi, SAC - Refugio de Tübingen, DAV, sección de Tübingen - Refugio de Wiesbaden, DAV Sección de Wiesbaden |

## Zonas de esquí en los Alpes de Silvretta.
- Silvretta Montafon -  Vorarlberg, Austria: la zona de esquí más grande que ofrece 113 km de pistas
- Silvretta Bielerhöhe - Partenen -  Vorarlberg, Austria
- Gargellen - Vorarlberg, Austria
- Galtür - Silvapark -  Tirol, Austria
- Scuol (Motta Naluns) -  Graubünden, Suiza
- Parsenn (Davos Klosters) -  Graubünden, Suiza: la zona de esquí más alta que se extiende hasta una altura de 2.844 m
- Madrisa (Davos Klosters) -  Graubünden, Suiza
- Pischa (Davos Klosters) -  Graubünden, Suiza
- Selfranga - Klosters -  Graubünden, Suiza
- Ardez -  Graubünden, Suiza
- Guarda -  Grisones, Suiza[2]